# Rudolf Griß
Rudolf Paul Martin Griß (* 1. Juni 1914 in Graz; † 1. Februar 2006 ebenda) war ein österreichischer Rechtsanwalt, Konsul der Föderativen Republik Brasilien und Multifunktionär.

## Leben
Rudolf Griß wurde am 1. Juni 1914 als Sohn des Advokaten Rudolf Leopold Georg Griß (* 27. Juli 1880 in Voitsberg; † 20. April 1943 in Graz) und dessen Frau Paula Theresia (geborene Mähring; * 17. April 1892 in Graz; † 13. Oktober 1964 ebenda) in Graz geboren und am 5. Juni 1914 auf den Namen Rudolf Paul Martin getauft. Bereits der ebenfalls Rudolf heißende Großvater väterlicherseits war ein Advokat. In den Jahren 1893 bis 1904 war dieser außerdem Bürgermeister der Stadt Voitsberg. Der Großvater mütterlicherseits war der Buchhalter Martin Mähring. Seine Eltern hatten am 15. März 1911 in der Pfarre Graz-Hl. Blut geheiratet.
Nach dem Besuch der Volksschule und des Akademischen Gymnasiums in Graz begann Griß 1932 ein Studium der Rechtswissenschaft an der Universität Graz, an der er 1937 zum Doktor der Rechte promovierte. Während seiner Studienzeit hatte er zwei Auslandsstudienaufenthalte, einen in Frankreich und einen in den Niederlanden. Nach Beendigung seines Studiums war er Rechtsanwaltsanwärter in der Kanzlei seines Vaters. Am 19. Oktober 1938 war Griß aus der römisch-katholischen Kirche ausgetreten; trat später jedoch wieder in diese ein. Am 16. Mai 1942 heiratete er in Graz Gertrude Helga Friedgund Kaspar (* 8. Oktober 1919 in Leoben; † 27. Mai 2007 in Graz). Seinen Kriegsdienst während des Zweiten Weltkrieges versah er ab 1938, war Offizier der Gebirgsartillerie und geriet 1945 in jugoslawische Kriegsgefangenschaft. Im Anschluss an seine Entlassung arbeitete er ab September 1945 wieder als Rechtsanwaltsanwärter und danach ab 1946 als selbstständiger Rechtsanwalt. Nebenbei war er ab dem Jahr 1948 ein Vorstandsmitglied des Musikvereins für Steiermark, als dessen Präsident er von 1983 bis 1996 fungierte. Des Weiteren war er ab 1958 Präsident des Grazer Rotary Clubs, dessen Österreichvorsitzender er 1967 wurde. Als Konsul der Föderativen Republik Brasiliens in Graz mit dem Amtsbereich Steiermark bemühte er sich ab 1960 um eine Verbesserung der wirtschaftlichen, kulturellen und politischen Beziehungen der Steiermark und Brasiliens.
Besonders verdient gemacht hatte sich Griß um das Rote Kreuz in der Steiermark, dem er am 6. Dezember 1947 als ehrenamtliches Mitglied beigetreten war und bei dem er von 1953 bis 1976 als Finanzreferent des Landesverbands tätig war. Mit 4. März 1977 stieg er innerhalb der Organisation zum Präsidenten des Landesverbands Steiermark auf, hatte diese Position bis 1999 inne und war ab 1984 Vizepräsident des Österreichischen Roten Kreuzes. Unter seiner Initiative erfolgten eine Vielzahl von Dienststellengründungen und Neubauten. Griß war es auch, der sich für die Einführung eines Notarztrettungsteams, des Ärztenotdienstes in Graz und den Aufbau der Gesundheits- und Sozialen Dienste in der gesamten Steiermark einsetzte. Außerdem leitete er während seiner aktiven Zeit zahlreiche internationale Katastrophenhilfeeinsätze, führte unzählige Delegationen des Roten Kreuzes an und baute ein Netzwerk mit ausländischen Rot-Kreuz-Organisationen auf. Unter ihm wurde die Einsatzzentrale in der Grazer Münzgrabenstraße gegründet und das Rote Kreuz so gesetzlich verankert, dass es fortan eine entsprechende sichere Finanzierung gab. Unter seiner Amtszeit wurden auch die ersten Hauskrankenpflegeautos des Roten Kreuzes angeschafft und damit der Beginn der Mobilen Dienste eingeläutet.
Am 1. Februar 2006 verstarb Griß im Alter von 91 Jahren in seiner Geburts- und Heimatstadt Graz. Er hinterließ seine Ehefrau Gertrude, seine Tochter Angela Heyek und deren Gatten Kurt Heyer, Geschäftsführer des Grazer Maschinenbauunternehmens Tschuda GmbH sowie den Sohn Gunter Griß, Rechtsanwalt, und dessen Gattin Irmgard Griß. Sein Enkel Peter Griß wurde ebenfalls Rechtsanwalt und arbeitete in der Kanzlei des Vaters, die er später auch übernahm.

## Auszeichnungen und Ehrungen (Auswahl)
Im Jahr 1970 wurde Griß für sein verdienstvolles Wirken im Österreichischen Roten Kreuz mit der höchstmöglichen Auszeichnung der Organisation, dem Verdienstkreuz I. Klasse, ausgezeichnet. Weiters wurde er vom Roten Kreuz Österreich auf Lebenszeit zu dessen Ehrenpräsidenten ernannt.
Außerdem wurde ihm 1984 das Große Goldene Ehrenzeichen des Landes Steiermark und das Große Ehrenzeichen für Verdienste um die Republik Österreich verliehen.
Des Weiteren erhielt er mit dem Ehrenring des Landes Steiermark die höchste Auszeichnung, die vom Land Steiermark vergeben wird.
In Mariazell erinnert heute der Dr.-Rudolf-Griß-Weg an den engagierten Steirer.